# Frea flavolineata
Frea flavolineata là một loài bọ cánh cứng trong họ Cerambycidae.